# Ludwig Heller (Philologe)
Ludwig Heller (* 19. März 1775 (oder 1776) in Ammerndorf; † 28. August 1826 in München auf einer Ferienreise) war ein deutscher klassischer Philologe.

## Leben
Als Sohn eines Pfarrers, der früh verstarb, wurde er von seinem Bruder, der ebenfalls Theologe war, aufgezogen.
1793 begann er in Erlangen mit dem Studium der Theologie. Durch Anstellungen als Hauslehrer von 1797 bis 1806 in Wien und Ansbach fand er Gefallen am Lehren und wurde 1806 Lehrer am Gymnasium in Ansbach und 1808 Professor am Gymnasium in Nürnberg. Einen Ruf der Universität Erlangen als ordentlicher Professor der Philosophie und klassischen Philologie auf den seit zwei Jahren unbesetzten Lehrstuhl der klassischen Philologie als Nachfolger von Gottlieb Christoph Harleß nahm er 1817 an. In München starb er 1826 unerwartet auf einer Ferienreise.

## Schriften
- Sophoclis Tragoediae septem, ac deperditarum fragmenta: accedit lexicon Sophocleum et index verborum locupletissimus. Gerhard Fleischer, 1802 (mit Karl Gottlob August Erfurdt und Ludwig von Döderlein)
- Sophoclis Oedipum Coloneum post Erfurdtii obitum emendarunt notasque tum aliorum, tum suas adiecerunt. 1825 (mit Ludwig von Döderlein)

„An ausgedehnter Schriftstellerei hinderte ihn seine Aengstlichkeit und seine mehr receptiv als productiv angelegte Natur.“